# Семкович Володимир Юрійович
Володи́мир Ю́рійович Семко́вич (псевдо: «Ревай», «Влодко»; 12 вересня 1922, смт. Перегінське, Калуський повіт, Станиславівське воєводство — 21 лютого 1947, с. Камінь Перегінського району Станіславської області (тепер — Рожнятівського р-ну Івано-Франківської обл.)) — лицар Бронзового хреста бойової заслуги УПА.

## Життєпис
У лавах УПА перебував з березня 1944 р. під псевдо «Ревай». Закінчив старшинську школу «Олені-1» (07.1944). Командир роя (07.1944-09.1944), командир чоти сотні УПА «Журавлі» Групи «Магура» (09.1944-05.1945, обслуговувала лінії зв'язку Калуського окружного проводу ОУН), командир чоти (пвд. 423, 05.1945-05.1946) сотні УПА «Журавлі» (вд. 86) ТВ 23 «Магура», командир сотні УПА «Рисі» (вд. 84, змінив псевдо на «Влодко») ТВ 23 «Магура» ВО 4 «Говерля» (05.1946-02.1947). 
Загинув у криївці в бою з оперативно військовою групою Калуського РВ МДБ та підрозділу 215 полку внутрішніх військ МДБ 21.02.1947 (за іншими даними — 18.01.1947). 
Булавний (?), старший булавний (1.02.1946), хорунжий (22.01.1946), поручник (22.01.1947) УПА.

## Нагороди
- Згідно з Наказом військового штабу воєнної округи 6 «Говерля» ч. 6 від 15.12.1946 р. хорунжий УПА, командир сотні УПА «Рисі» Володимир Семкович — «Ревай» нагороджений Бронзовим хрестом бойової заслуги УПА.